# 聖公會伯明翰教區
聖公會伯明翰教區（英語：Diocese of Birmingham）是英格蘭教會坎特伯雷教省下面的一個教區。成立於1905年1月13日。
轄區包括傳統上沃里克郡的西北部（西米德蘭茲郡、斯塔福德郡及伍斯特郡一部），座堂是伯明翰座堂，現任主教為大衛·厄克特。下分一個副主教區、兩個會吏長區及若干會吏區，管理162個堂區。